# オハイオ州の旗
オハイオ州の旗（オハイオしゅうのはた）は、アメリカ合衆国オハイオ州の州旗。1902年5月9日に制定された。アメリカで唯一矩形ではない州旗である。